# Stazione di Monte Chilovi
La stazione di Monte Chilovi (in sloveno Kilovče) è una fermata ferroviaria posta sulla linea San Pietro del Carso-Fiume; serve il centro abitato di Monte Chilovi.

## Storia
La fermata fu attivata il 25 giugno 1873, all'apertura dell'intera linea San Pietro del Carso-Fiume.
Dopo la prima guerra mondiale, con l'annessione della zona al Regno d'Italia, la fermata passò alle Ferrovie dello Stato italiane, assumendo il nome di Monte Chilovi.
Dopo la seconda guerra mondiale la fermata passò alla rete jugoslava (JŽ), venendo ribattezzata Kilovče, analogamente al centro abitato. Dal 1991 appartiene alla rete slovena (Slovenske železnice).